# Mariä Himmelfahrt (Sittichenbach)

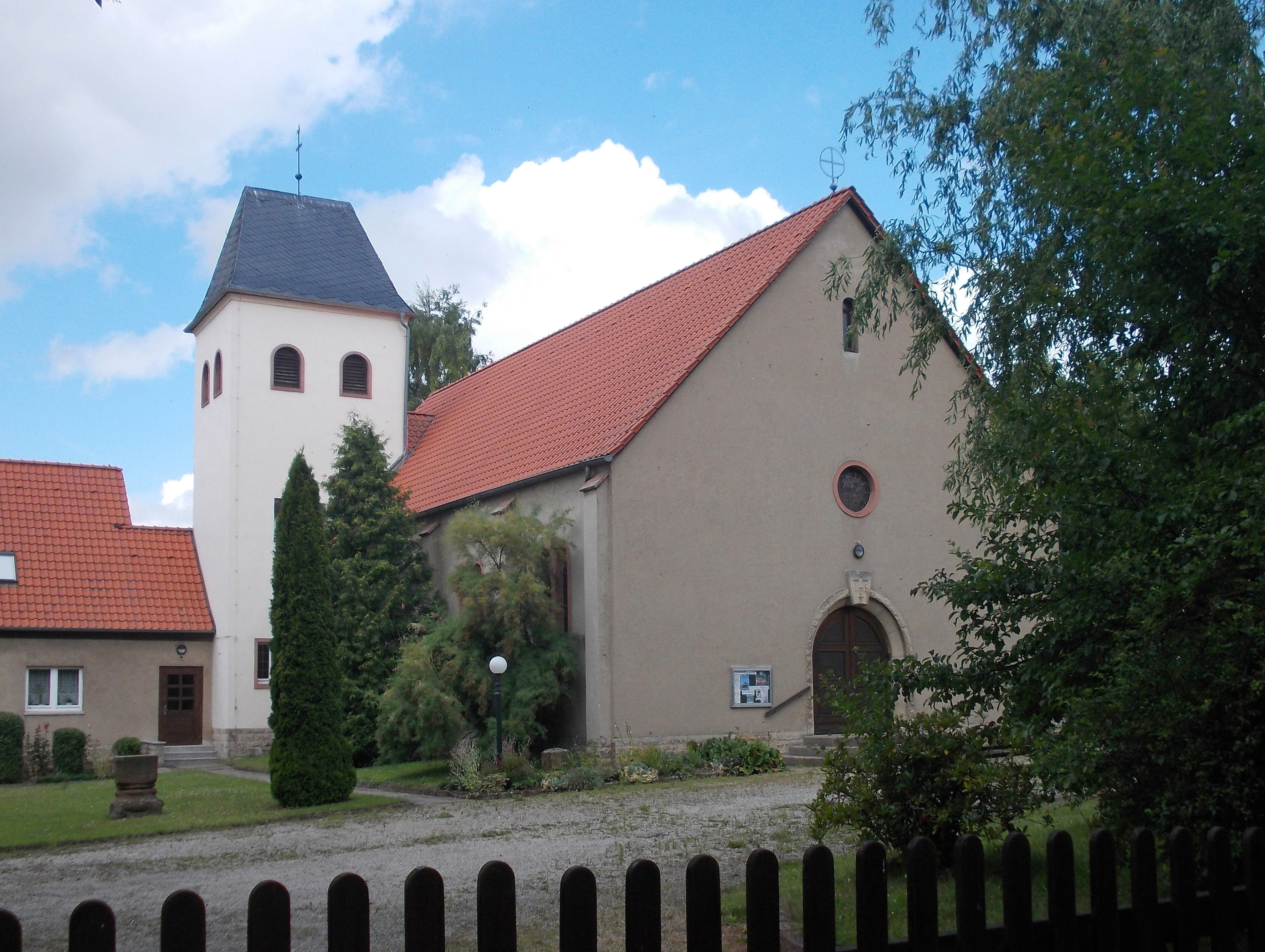
Mariä-Himmelfahrt-Kirche

Mariä Himmelfahrt, auch St. Marien und St. Maria Himmelfahrt genannt, ist die römisch-katholische Kirche in Sittichenbach, einem Ortsteil der Lutherstadt Eisleben im Landkreis Mansfeld-Südharz in Sachsen-Anhalt. Die nach der Aufnahme Mariens in den Himmel benannte Kirche gehört zur Pfarrei St. Gertrud mit Sitz in der Lutherstadt Eisleben im Dekanat Merseburg des Bistums Magdeburg. Das Kirchengebäude steht als Baudenkmal unter der Erfassungsnummer 094 16957 unter Denkmalschutz.

## Geschichte
Nach dem Georg der Bärtige, Herzog des albertinischen Sachsens, 1539 verstarb, führte sein Nachfolger, Heinrich der Fromme, 1540 in Sittichenbach die Reformation ein und säkularisierte das 1141 begründete Kloster Sittichenbach. Dadurch erlosch das katholische Leben in Sittichenbach für mehrere Jahrhunderte.
Erst in der zweiten Hälfte des 19. Jahrhunderts kamen wieder Katholiken nach Sittichenbach. Es handelte sich um Arbeitskräfte, die als Saisonarbeiter in der Landwirtschaft tätig waren. Nur sehr wenige Katholiken ließen sich damals in Sittichenbach dauerhaft nieder.
Nachdem im Laufe des Zweiten Weltkriegs vom Niederrhein evakuierte Katholiken in den Raum südwestlich von Eisleben gekommen waren, fanden vom Herbst 1944 an in den evangelischen Kirchen von Bornstedt (St.-Pankratius-Kirche) und Großosterhausen (St.-Wigbert-Kirche) katholische Gottesdienste statt. Durch die Flucht und Vertreibung Deutscher aus Mittel- und Osteuropa stieg die Zahl der Katholiken in der Region stark an, sodass die katholischen Gottesdienste in den beiden evangelischen Kirchen fortgeführt wurden. Viele der Heimatvertriebenen kamen aus der Bukowina und aus Galizien.
Am 15. Februar 1948 erfolgte die Ernennung von Vikar Otto Kappenstein, bisher in Eisleben tätig, zum Kuratus von Osterhausen-Sittichenbach. Dadurch wurde die katholische Kirchengemeinde Osterhausen-Sittichenbach begründet, sie gehörte zum Pfarrsprengel Eisleben. Kappenstein bekam eine Mietwohnung in einem an der Querfurter Straße gelegenen Bauernhof in Kleinosterhausen. Dort wohnten auch seine Nachfolger bis zum Bau des Pfarrhauses. Die katholischen Gottesdienste fanden zunächst in der evangelischen St.-Stephanus-Kirche in Kleinosterhausen statt.
Als Nachfolger von Kuratus Kappenstein wurde am 15. Mai 1950 Heinrich Herzberg (1919–2008) zum Kuratus von Osterhausen-Sittichenbach ernannt. Er bemühte sich vergeblich, die Abtskapelle des ehemaligen Zisterzienserklosters Sittichenbach für die katholische Gemeinde zu mieten oder zu kaufen. Auch der Kauf eines Kirchbauplatzes in Bornstedt kam nicht zustande.
Im August 1953 erwarb der Kuratus von einem Landwirt ein Grundstück in Osterhausen, welches er jedoch am 26. Februar 1954 gegen das Grundstück in Sittichenbach eintauschte, auf dem heute die Kirche steht. Den ersten Spatenstich für den Kirchbau nahm am 20. Juni 1954, nach anderer Quelle am 20. Juli 1954, Kuratus Herzberg vor. Die Grundsteinlegung fand am 26. Juli 1955 statt. Die Kirchweihe folgte am 9. September 1956 durch Friedrich Maria Rintelen, den in Magdeburg residierenden Weihbischof des Erzbistums Paderborn, zu dem Sittichenbach damals gehörte. Im November 1956 bekam die Kirche ihre Glocken. Am 3. Mai 1957 zog der Kuratus von Kleinosterhausen in das neuerbaute Pfarrhaus in Sittichenbach.
Franz Schrader war von 1957 an nächster Kuratus in Sittichenbach. Am 1. April 1959 wurde die Kuratie Osterhausen-Sittichenbach zur Filialkirchengemeinde (Pfarrvikarie) St. Maria Himmelfahrt mit eigener Vermögensverwaltung erhoben. Zur Errichtung einer Pfarrei kam es in Osterhausen-Sittichenbach nie.
1970 wurde Schrader nach Hadmersleben versetzt. Raimund Broeske (1926–2010), sein Nachfolger in Sittichenbach, blieb dort als Pfarrvikar bis 1973. Als letzter Pfarrer wohnte Dieter Tautz von 1973 bis 1982 im Pfarrhaus von Sittichenbach, seit seinem Wegzug wird die Kirche durch Priester aus Eisleben betreut. 1978 gehörten rund 900 Katholiken zur Filialkirchengemeinde Osterhausen-Sittichenbach.
Zum 1. April 2006 wurde der Gemeindeverbund Lutherstadt Eisleben – Hedersleben – Hergisdorf – Sittichenbach errichtet, der neben der Filialkirchengemeinde Sittichenbach auch die Pfarrei Eisleben, die Kuratie Hedersleben und die Pfarrvikarie Hergisdorf umfasste. Damals gehörten zur Pfarrvikarie Sittichenbach rund 290 Katholiken.
2008 wurde der Förderkreis St. Maria Himmelfahrt Sittichenbach e.V. gegründet, der die kirchlichen Aktivitäten in Sittichenbach und den Erhalt der Kirche unterstützt. Am 1. Januar 2009 wurde das Dekanat Merseburg gegründet, dem die Pfarrvikarie Sittichenbach von da an angehörte. Nach dem Wegzug des letzten Pfarrers wurde das Pfarrhaus noch bis 2011 von einem Diakon bewohnt.
Am 1. Juni 2015 wurden die Kirche und das Pfarrhaus an privat verkauft, die Kirche blieb jedoch auch weiterhin eine katholische Filialkirche der Pfarrei St. Gertrud.
Aus dem Gemeindeverbund Lutherstadt Eisleben – Hedersleben – Hergisdorf – Sittichenbach entstand am 28. November 2010 die heutige Pfarrei St. Gertrud mit Sitz in Lutherstadt Eisleben, zu der neben der Mariä-Himmelfahrt-Kirche in Sittichenbach auch die St.-Gertrud-Kirche in Eisleben, die Kapelle in Hedersleben und die St.-Liborius-Kirche in Hergisdorf gehören. Auch das Kloster Helfta befindet sich auf dem Gebiet der Pfarrei. Die Pfarrvikarie Sittichenbach wurde zu diesem Zeitpunkt aufgelöst.

## Architektur und Ausstattung
Die Kirche steht auf dem Grundstück Am Roten Berg 12, sie entstand nach Plänen des Architekten Karl Fleckner (1893–1976) aus Erfurt im Baustil der Neuromanik. Das Pfarrhaus steht im rechten Winkel zur Kirche, beide Gebäude sind durch den Kirchturm miteinander verbunden.
Die Kirche ist mit einem Satteldach eingedeckt und wird durch ein Portal an der Ostseite erschlossen. Die Inschrift IHS über dem Portal steht für Jesus Christus. Darüber ist ein Ochsenauge mit dem Lamm Gottes in die Giebelwand eingelassen. Die drei Glocken sind nach der heiligen Maria, der Schutzpatronin der Kirche, sowie den Heiligen Josef von Nazaret und Bonifatius benannt.
Der Innenraum wird von einer flachen Holzdecke abgeschlossen, der Altarraum wird durch ein dreiteiliges Fenster an der Nordseite belichtet. Das den Altarraum dominierende Hängekreuz ist ein Werk von Hildegard Hendrichs. Werner Nickel entwarf den Taufstein und den Altar. Auf dem Tabernakel ist der erschöpfte Prophet Elija dargestellt, dem ein Engel des Herrn Brot und Wasser reicht. Die Kreuzwegstationen hängen an den Seitenwänden. Die Orgel stammt aus der Marienkirche in Hettstedt, sie wurde vom Orgelbauer Stegerhoff aus Paderborn erbaut, vermutlich im Jahre 1903. Unter der Orgelempore ist der Beichtstuhl zu finden.